# 平日
平日（へいじつ）は、一週間の内、休日（一般的な企業では日曜日や、祝日（国民の祝日）、振替休日、国民の休日や、長期休暇など）を除いた普通の日のことである。土曜日を除く場合もあり、祝日や他の曜日を含む場合もある。
類語に週日（しゅうじつ、ウィークデイ、英: weekday）があるが、こちらは日曜日（および土曜日）を除いた日で、祝日などは考慮しない。鉄道のダイヤグラムでは、土日・祝日を除く日として用いられる。
さらに日本の場合では学校、企業、官公庁等の大半が、「国民の祝日・休日、振替休日、年末年始、ゴールデンウィーク、お盆期間等のいずれにも該当しない月曜日、火曜日、水曜日、木曜日および金曜日」をまとめて「平日」という用語を用いている場合がほとんどである。その為、土曜日・日曜日・国民の祝日に出勤し、月曜日から金曜日のいずれかが休日となる場合は「平日休み」と称されることがある。

## 概要
週休二日制の導入によって、土曜日および日曜日を休日とする学校、企業、官公庁等が大半を占めるようになっていることもあり、現在では土曜日を平日に含める場合と含めない場合がある。そのため、「平日・土曜」と表記されるケースも多く、また、国語辞典『広辞苑』などでは、土曜日を平日に含むケースが多い。
鉄・軌道、バスその他交通機関などは、平日と休日で、朝・夕を中心としたダイヤが異なることが多い。テレビ番組は、平日、主婦向けの番組が多いのも特徴。
1月2日および1月3日が平日でも、日本の鉄道のダイヤの場合、休日ダイヤや（年末年始）特別ダイヤが適用される路線がある。湘南モノレールの場合、例年元日（1月1日）は、祝日にもかかわらず平日ダイヤで運転される。
鉄道関係では列車種別なら「通勤快速」などの「通勤⚪︎⚪︎」列車が設定されるほか、ラッシュ時に女性専用車両の設定があるのは平日ダイヤのみである。
経済関係では東京証券取引所において日経平均株価などの株価が取引されている（年末年始期間は除く）。また、オフィスや公共サービス、銀行などの金融機関も営業しているため、最大需要電力が休日に比べてやや高いからである。
駐車場業界では、土曜日は平日扱いとしない。
日曜日が平日とみなされることはないが、日曜日を営業日とする企業も存在する。また、連休などで平日日数が少ない場合、休日が平日に振り替えられるケースもある。